# Zoetrope Interactive
Zoetrope Interactive — частная компания, которая специализировалась на разработке компьютерных игр. Располагалась в  Стамбуле, Турция.

## История компании
Была основана Онуром Шамлы (тур. Onur Şamlı), Оралом Шамлы (тур. Oral Şamlı) и Галипом Картоглу (тур. Galip Kartoğlu) в 2005 году.
Основная специализация компании — разработка игр в жанре квеста. В выпущенных проектах компания использовала собственный двухмерный игровой движок CPAGE
Первым проектом студии стал квест Darkness Within: In Pursuit of Loath Nolder 2007 года. Геймплей в ней был представлен в виде «классического» квеста с двумерными фонами локаций, выполненными в высоком разрешении и перспективой обзора от первого лица. Игрок должен был исследовать уровни, разгадывая головоломки и продвигаясь по сюжету игры.
В 2009 году игра получила продолжение — Darkness Within 2: The Dark Lineage.
В 2014-2015 году игры были переизданы в Steam с улучшенной графикой и другими улучшениями (вторая часть получила подзаголовок Director’s Cut Edition).
В 2017 году авторы издали свой новый квест, Conarium, вдохновленный произведениями Лавкрафта (сохранив вид от первого лица, она была уже сделана в трёхмерной графике с использованием Unreal Engine 4).
В 2019 году стало известно, что братья Онур Шамлы и Орал Шамлы основали новую студию Stormling Studios; в следующем году они выпустили хоррор-приключение Transient. Официальных сведений о закрытии Zoetrope Interactive не было, однако вся продукция, изданная ранее от лица Zoetrope Interactive, начала продаваться в Steam от имени новой компании Stormling Studios.

## Разработанные игры
- 2007 — Darkness Within: In Pursuit of Loath Nolder (ПК)[2]
- 2009 — Darkness Within 2: The Dark Lineage (ПК)[3]
  - 2015 — Darkness Within 2: The Dark Lineage Director’s Cut Edition (ПК)[4]
- 2017 — Conarium (ПК, Mac, PS4, Xbox One, Switch)[9]